# دارالعلم للملایین
دارُالعلمِ لِلْمَلایین (بنیان‌گذاری: ۱۹۴۵) از نخستین ناشران کتاب در جهان عرب است که دفتر مرکزی‌اش در بیروت می‌باشد. منیر بعلبکی و بهیج عثمان بنیان‌گذار آن بودند.

دارالعلم للمَلایین دستگاه‌های چاپ ویژه و شمار بسیاری کارمند دارد و سالانه بیش از چهار میلیون کتاب نشر می‌کند.